# إي. إل. مايو
إي. إل. مايو (بالإنجليزية: E. L. Mayo)‏ هو شاعر أمريكي، ولد في 26 يوليو 1904، وتوفي في 1979.